# Szlovenszkói Magyar Kultúregyesület
Szlovenszkói Magyar Kultúregyesület (másképp egylet; SZMKE; szlovákul Maďarský Kulturny Spolok na Slovensku) magyar kulturális és közművelődési szervezet Csehszlovákiában, majd Szlovákiában, illetve Magyarországon 1940-től Széchenyi Magyar Kulturális Egyesület néven. 1925-től (hivatalosan 1928-tól) működött a második világháború végéig.
Az 1920-as évek elején több kísérlet is történt országos magyar kulturális szervezet létrehozására: a Szlovenszkói Magyar Népszövetség és az 1924-ben alapított Felvidéki Egyesületek Szövetségének hivatalos bejegyzésére nem kerülhetett sor, ezért ezek a kezdeményezések idő előtt elhaltak.
A SZMKE-t 1925. július 22-én részben ezen szervezetek, részben pedig az ellenzéki magyar pártok Központi Irodáján belül megszervezett Kultúrreferátus tapasztalataira alapozva hozták létre Komáromban. Megalapításában elsősorban komáromiak vettek rész, például a Jókai Közművelődési és Múzeum Egyesület elnöke, Alapy Gyula. Alapszabályzatát Sziklay Ferenc dolgozta ki. A csehszlovák hatóságok azonban hosszú ideig megtagadták az új szervezet bejegyzését, amelyre csupán 1928-ban került sor. Székhelye Komárom lett.
Kezdetben csak éves közgyűléseket tartottak, majd 1936-ban háromtagú Intéző Bizottság vette át a szervezet irányítását. Az új vezetésnek köszönhetően az 1936–1938-as évek jelentették a szervezet virágkorát. Korábban leginkább Komárom környékén működtek, ekkor vált országos jelentőségűvé. 6 körzeti szervezet jött létre a Csallóközben, Mátyusföldön, a Garam–Ipoly-völgyben, Gömörben, Kassán és a Bodrogközben.
1938-ban több mint 150 településen működött helyi szervezete. Fő sajtóorgánuma az 1934-től megjelenő Magyar Vasárnap havilap volt, ezen kívül rendszeresen adtak ki ún. Munkafüzeteket. Az egyesületen belül folyó tudományos tevékenység fóruma néhány évig a kéthavonta megjelenő Nemzeti Kultúra volt.
Tevékenysége elsősorban arra irányult, hogy a magyar népi és magasabb kultúra terjesztésével Szlovákia magyar lakosságának a nemzeti öntudatát erősítse. A hangsúlyt a helyi szinten szervezett színielőadásokra, felolvasóestekre, kulturális akciókra, megemlékezésekre helyezte. Nagyobb szabású országos akciókat is rendeztek, például 1938. augusztus 13–15-e között Léván a szabadtéri játékokat (János vitéz Léván). A három alkalommal előadott János vitéz című daljátéknak összesen mintegy 40 ezer nézője volt.
Mozgó könyvtárakat is fenntartott, és több községben kezdeményezte kultúrházak építését. A kultúra terjesztése mellett nagy hangsúlyt helyezett a népművelésre is. A különféle témájú szakelőadások és szabadegyetemek mellett rendszeresen szervezett többhetes népfőiskolákat. Működésében helyet kapott a karitatív tevékenység is, támogatta a hátrányos szociális helyzetű főiskolai hallgatókat, a szegény és beteg gyerekek támogatására pedig létrehozta a Csehszlovákiai Magyar Gyermekvédő és Gyermeknyaraltató Egyesületet. Több más mellett 1938-ban falumúzeumok nyitását is javasolták, erre vonatkozóan azonban nincs további adat.
Az első bécsi döntést követően helyi szervezeteinek nagy része Magyarországhoz került, Szlovákiában mindössze két tucatnyi alapszervezete maradt. A szlovák hatóságok, más magyar társadalmi szervezetekhez hasonlóan, hamarosan betiltották. 1942-től engedélyezték működését, de csak korlátozott formában. Csáky Mihály gróf vezetésével még így is sokrétű tevékenységet fejtett ki. A Magyarországhoz visszakerült szervezetek működése is formálissá vált, ezért 1940 tavaszán a szervezet Széchenyi Magyar Kulturális Egyesület néven újraindította működését a korábban kiépített hálózatra alapozva. Két új körzet is létesült Érsekújvár és Losonc központtal. Tagsága 1944-re elérte a 12 ezer főt, a helyi szervezetek száma ekkor 184 volt. Működése 1945-ben megszűnt.

## Vezetői
- 1925-től Jankovich Marcell országos elnök, Alapy Gyula ügyvezető elnök, Szombathy Viktor titkár
- 1936-tól Schubert Tódor országos elnök, Révay István ügyvezető elnök, Staud Gábor titkár
- 1940-től Schubert Tódor elnök, Révay István ügyvezető elnök, Szombathy Viktor főtitkár